# Lost (singel Linkin Park)
Lost – utwór amerykańskiego zespołu muzycznego Linkin Park, nagrany w 2002 roku podczas sesji związanej z tworzeniem drugiego albumu studyjnego zespołu, Meteora, lecz ostatecznie niezamieszczony na tym albumie i przez wiele lat nieopublikowany w żadnej innej formie. 10 lutego 2023 roku został wydany w formacie digital download i opublikowany w sieci wraz z animowanym teledyskiem jako singel promujący specjalną edycję albumu Meteora, przygotowaną na 20. rocznicę jego wydania, zatytułowaną Meteora20 i wydaną 7 kwietnia 2023 roku. 

## Geneza i opublikowanie
Utwór „Lost” został nagrany w 2002 roku podczas sesji związanej z tworzeniem drugiego albumu studyjnego Linkin Park, Meteora, którego premiera miała miejsce 25 marca 2003 roku. Nie znalazł się jednak na trackliście tego albumu, co Mike Shinoda, lider, wokalista i multiinstrumentalista Linkin Park, w udzielonym w lutym 2023 roku wywiadzie dla Audacy wyjaśnił następująco: 

Był bardzo blisko znalezienia się na płycie… Ale w pewnym momencie układasz piosenki w danej kolejności, tak, aby wybrać te najlepsze, a pozostałe umieścić na dole. Właśnie po tej stronie znalazł się utwór „Lost”. I jedynym powodem, dla którego nie trafił na album, było to, że brzmiał i miał taką samą intensywność jak „Numb”.

Po odrzuceniu z tracklisty Meteory „Lost” przez wiele lat nie został wydany w żadnej innej formie. 6 lutego 2023 roku zespół zapowiedział za pośrednictwem mediów społecznościowych wydanie utworu cztery dni później. W wyznaczonym terminie utwór wydano w formacie digital download i opublikowano w sieci wraz z animowanym teledyskiem jako singel promujący zapowiedzianą tego samego dnia specjalną edycję albumu Meteora, przygotowaną na 20. rocznicę jego wydania. Edycja ta, zatytułowana Meteora20, miała premierę 7 kwietnia 2023 roku. 21 kwietnia ukazała się z kolei na digital download remiksowa wersja „Lost” o podtytule PLZ Tethered Version. We wspomnianym wyżej wywiadzie Mike Shinoda powiedział, że utwór został odkryty przez zespół podczas przeglądania wszystkich zapisanych na twardych dyskach danych dotyczących albumu Meteora. W oświadczeniu prasowym Shinoda stwierdził, że „odnalezienie tego utworu było jak odnalezienie ulubionego zdjęcia, o którym zapomniałeś, że je zrobiłeś; jakby czekało na właściwy moment, żeby się ujawnić”. Dodał też, że fani od lat prosili zespół o wydanie czegoś zawierającego głos zmarłego w 2017 roku wokalisty Chestera Benningtona, więc grupa zdecydowała o wydaniu „Lost”, a także innych znalezionych nieopublikowanych piosenek i materiałów wideo w ramach rocznicowej edycji Meteory. W momencie odkrycia „Lost” był kompletnym dziełem, po zmiksowaniu oraz zmasterowaniu. W związku z tym Shinoda postanowił o wydaniu utworu w oryginalnej postaci, bez poddawania go remiksowaniu czy remasterowaniu.
W 2024 roku „Lost” znalazł się na wydanej 12 kwietnia kompilacji Papercuts (Singles Collection 2000–2023), pierwszym w karierze Linkin Park albumie typu greatest hits. 5 września tego roku został natomiast po raz pierwszy wykonany na żywo na zagranym na obszarze Los Angeles, pierwszym po powrocie do działalności muzycznej po siedmioletniej przerwie koncercie Linkin Park w zmienionym składzie (z Emily Armstrong jako wokalistką i z Colinem Brittainem jako perkusistą), na którym słuchaczami była niewielka grupa zaproszonych fanów i który jednocześnie był transmitowany na żywo m.in. w serwisach YouTube oraz Instagram. 11 września zespół koncertem w Inglewood w Kalifornii zapoczątkował trasę koncertową From Zero World Tour, której setlista objęła utwór „Lost” (na koncercie w Inglewood wykonano go w wersji skróconej z wykorzystaniem pianina).

## Charakterystyka
Tekst „Lost” dotyczy bólu życia i trudności w rozwoju osobistym. Zgodnie z wypowiedzią Mike’a Shinody dla Audacy, ma emocjonalny charakter, a ukazana w nim perspektywa skupia się głównie na „pewnych niezbyt dobrych rzeczach”. Pod względem muzycznym natomiast utwór był opisywany przez branżowe media jako „kawał wspaniałego nu metalu z początku XXI wieku” i „zapadający w pamięć hymn hardrockowy”. Odnotowano również, że „brzmieniowo „Lost” jest idealnie dopasowany do sejsmicznego, wspomaganego elektroniką majestatu innych utworów z albumu Meteora, „Breaking the Habit” i „Numb””, a także, po wielu miesiącach od opublikowania, że utwór jest „klasyką Linkin Park, electro-rockowym hymnem, utrzymywanym na wysokim poziomie popularności dzięki niezwykłemu głosowi Chestera Benningtona”. 

## Teledysk
Teledysk do utworu „Lost” jest stylizowaną na japońskie anime, przypominającą staroszkolne AMV produkcją, którą w przeważającej części stworzyły algorytmy sztucznej inteligencji. Został wyreżyserowany przez Polaka Macieja Kuciarę i Tajwankę Emily „pplpleasr” Yang, artystów wizualnych, współzałożycieli specjalizującego się w treściach Web3 studia Shibuya. Zawiera fragmenty koncertu zespołu Linkin Park, uwiecznionego na albumie wideo Live in Texas, filmu dokumentalnego The Making of Meteora, teledysków do utworów „New Divide”, „Somewhere I Belong”, „Breaking the Habit” i „Fine” Mike’a Shinody, a także anime autorstwa Kuciary i pplpleasr, White Rabbit.
W 2023 roku teledysk do „Lost” był nominowany do nagrody w kategorii Best Rock Video na gali MTV Video Music Awards, jednak przegrał z teledyskiem do utworu „The Loneliest” zespołu Måneskin.

## Lista utworów
Opracowano na podstawie materiału źródłowego.
Wersja digital download
| Nr | Tytuł utworu | Długość |
| -- | ------------ | ------- |
| 1. | „Lost”       | 3:19    |
|    |              | 3:19    |

Wersja digital download (remiks)
| Nr | Tytuł utworu                  | Długość |
| -- | ----------------------------- | ------- |
| 1. | „Lost (PLZ Tethered Version)” | 3:22    |
| 2. | „Lost”                        | 3:19    |
|    |                               | 6:41    |

## Premiera radiowa i wydanie
| Region            | Data           | Format                        | Wytwórnia      | Źródło        |
| ----------------- | -------------- | ----------------------------- | -------------- | ------------- |
| Różne             | 10 lutego 2023 | digital download, streaming   | Warner Records | [ 12 ]        |
| Włochy            | 10 lutego 2023 | airplay                       | Warner Records | [ 3 ]         |
| Stany Zjednoczone | 14 lutego 2023 | alternative radio, rock radio | Warner Records | [ 36 ] [ 37 ] |

## Notowania na listach przebojów
| Lista (2023)                                                 | Pozycja |
| ------------------------------------------------------------ | ------- |
| Australia (ARIA)                                             | 49      |
| Austria (Ö3 Austria Top 40)                                  | 9       |
| Czechy (Rádio – Top 100)                                     | 2       |
| Czechy (Singles Digitál – Top 100)                           | 17      |
| Francja (Top Singles, SNEP)                                  | 132     |
| Francja (Top Radio, SNEP)                                    | 2       |
| Grecja (IFPI)                                                | 21      |
| Holandia (Nederlandse Top 40)                                | 37      |
| Holandia (Single Top 100)                                    | 98      |
| Irlandia (Top 100 Singles)                                   | 51      |
| Japonia (Hot Overseas (Billboard Japan))                     | 20      |
| Kanada (Billboard Canadian Hot 100 (Billboard))              | 28      |
| Litwa (Agata)                                                | 33      |
| Luksemburg (Luxembourg Songs (Billboard))                    | 15      |
| Niemcy (Offizielle Deutsche Charts)                          | 5       |
| Niemcy (Radio No9 Charts)                                    | 6       |
| Nowa Zelandia (Recorded Music NZ)                            | 2       |
| Portugalia (AFP)                                             | 59      |
| Słowacja (Singles Digitál – Top 100)                         | 43      |
| Stany Zjednoczone (Billboard Hot 100 (Billboard))            | 38      |
| Stany Zjednoczone (Hot Rock & Alternative Songs (Billboard)) | 4       |
| Stany Zjednoczone (Rock & Alternative Airplay (Billboard))   | 1       |
| Szwajcaria (Singles Top 100)                                 | 16      |
| Szwecja (Sverigetopplistan)                                  | 7       |
| Świat (Billboard Global 200 (Billboard))                     | 18      |
| Węgry (Single Top 40 slágerlista)                            | 4       |
| Węgry (Stream Top 40 slágerlista)                            | 30      |
| Wielka Brytania (UK Singles Chart)                           | 18      |
| Wielka Brytania (UK Rock & Metal Singles Chart)              | 1       |
| Włochy (Airplay, EarOne)                                     | 65      |

| Lista (2023)                                   | Pozycja |
| ---------------------------------------------- | ------- |
| USA (Digital Song Sales (Billboard))           | 74      |
| USA (Hot Rock & Alternative Songs (Billboard)) | 18      |
| USA (Rock & Alternative Airplay (Billboard))   | 1       |

## Certyfikaty
| Region         | Certyfikat |
| -------------- | ---------- |
| Francja (SNEP) | złoto      |